# Portada/efemèride novembre 23
La galàxia d'Andròmeda
« 22 de novembre · 23 de novembre · 24 de novembre »